# Szegedi repülőtér
A Szegedi repülőtér (ICAO: LHUD, angolul Szeged Airport) egy nyilvános, ideiglenes határnyitási joggal is rendelkező repülőtér Magyarországon, Csongrád-Csanád vármegyében, Szeged városközpontjától mintegy 5 kilométerre, nyugatra.

## Története
A repülőteret az első világháború során, 1915-ben építették fel katonai célból. A háború után elsősorban sport célokat szolgált, majd a második világháborúban ismét katonai repülőtér volt.
A háború után, 1946-ban indult újra a polgári légi közlekedés, ekkortól a Maszovlet (1954-től Malév) egészen 1965-ig menetrend szerinti járatokat üzemeltetett Budapest és Szeged között. A Magyar Néphadsereg ekkor átvette a repülőteret, aminek 1989-es megszűnését követően a Szegedi Repülő Egyesület lett az új üzemeltetője.
A 2002-es és a 2003-as nyári szezonban kisgépes charterjáratok jártak a szegedi és a dubrovniki repülőtér között, ám a vállalkozás a magas költségek miatt (a gépek Budapestről jöttek és oda is mentek vissza, Szeged és Budapest között üresen) veszteséget termelt, így 2003 végén megszűnt.
2001-ben a Magyar Állam térítésmentesen átadta a reptér tulajdonjogát Szeged önkormányzatának. A város 2006. április 7-ével a Szegedi Repülő Egyesület helyett a Szegedi Közlekedési Társaságot bízta meg a reptér működtetésével.
2005-2006-ban összesen 1,6 milliárd forint értékben megépítették, illetve felújították az aszfalt futópályát és a gurulóutat, a fénytechnikát, a repteret körbevevő kerítést, a kommunikációs berendezéseket, valamint a reptéri járműveket, illetve új utas és csomagellenőrző gépeket is vásároltak.
2008 tavaszán kiépítették az NDB és DME repüléssegítő rendszereket is.
A reptér rendelkezik ideiglenes határnyitási joggal, ami lehetővé teszi a nemzetközi légiforgalmat is, de jelenleg sem menetrend szerinti, sem charter forgalma nincs, így leginkább sportcélokra használják, illetve magánrepülőket is fogad.

## Utasforgalom
| Év   | Utasok száma | Változás |
| ---- | ------------ | -------- |
| 2002 | 11 404       | n.a.     |
| 2003 | 8 532        | −25,18%  |
| 2004 | 9 757        | +14,35%  |
| 2005 | 4 400        | −54,90%  |
| 2006 | 11 393       | +158,93% |
| 2007 | 16 358       | +43,58%  |
| 2008 | 22 344       | +36,59%  |
| 2009 | 24 942       | +11,62%  |
| 2010 | 29 222       | +17,16%  |
| 2011 | 22 107       | -24,35%  |
| 2012 | 24 572       | +11,15%  |
| 2013 | 22 643       | -7,85%   |
| 2014 | 19 891       | -12,15%  |